# Campursari (Ngadirejo)
Campursari is een bestuurslaag in het regentschap Temanggung van de provincie Midden-Java, Indonesië. Campursari telt 2216 inwoners (volkstelling 2010).